# کروپشتدت
کروپشتدت (به آلمانی: Kropstädt) یک منطقهٔ مسکونی در آلمان است که در ویتنبرگ واقع شده‌است. کروپشتدت  ۱٬۳۱۵ نفر جمعیت دارد.